# Юнацька збірна України з футболу (U-16)
Юнацька збірна України (U-16) з футболу — команда, в складі якої можуть виступати футболісти України у віці 16 років і молодше. Збирається під керівництвом Української асоціації футболу. Головний тренер — Юрій Мороз.

## Головні тренери
- Киянченко Володимир Григорович
- Луценко Валентин Трохимович
- Шведюк Валерій Самойлович
- Бузник Анатолій Іванович